# جیمز مارسدن
جیمز پل مارسدن (به انگلیسی: James Paul Marsden) (زاده ۱۸ سپتامبر ۱۹۷۳) بازیگر آمریکایی است. از جمله فیلم‌های او می‌توان به جعبه و ۲۷ دست لباسفیلم سینمایی سونیک خارپشت و
سونیک خارپشت ۲ اشاره کرد. همچنین جیمز مارسدن در سریال وست ورلد در نقش تدی فلاد حضور دارد و در نقش شاه ادوارد از آندلژیا در فیلم های فانتزی انکانتت و دیسکانتت نیز حضور دارد.

## فیلم‌شناسی
- ارتفاعات
- مردان ایکس
- جعبه
- ۲۷ دست لباس
- ایکس ۲: مردان متحد
- مردان ایکس: آخرین ایستادگی
- بلا مافیا
- بازگشت سوپرمن
- اسپری‌مو
- هاپ
- ۲ اسلحه
- گوینده ۲: افسانه ادامه دارد
- مردان ایکس: روزهای گذشته آینده
- افسون‌زده
- پیشخدمت
- سگ‌های پوشالی
- زولندر
- شوک و ترس
- شکر و ادویه
- زنان ازدواج‌نکرده
- سونیک خارپشت
- وست ورلد
- سونیک خارپشت ۲
- ربات و فرانک
- افسون نزده
- دهم و گرگ
- بزرگ‌راه ۶۰
- داستان‌های کمپ آتش
- بهانه
- مغز زنانه